# Andrea Delai
Andrea Delai (* um 1648 in Scaria ?; † nach 1698 in Bozen) war ein italienischer Baumeister und Architekt der Barockzeit, der in Bozen lebte und in Südtirol tätig war.

## Leben
Andrea Delai gehörte zu einer weitverzweigten Baumeister-, Maurer-, Maler- und Stuckateurfamilie, die aus Scaria, einem Ort im Val d’Intelvi, stammte (ursprünglich d’Allio). Sie dominierte den Kirchenbau in Südtirol von der Mitte des 17. bis zur Mitte des 18. Jahrhunderts.
Andrea Delai war der Sohn von Giacomo Delai il Giovane, mit dem er bis 1661 zusammenarbeitete, und Bruder von Pietro Delai, mit dem gemeinsam er ebenfalls einige Projekte durchführte. Sein Sohn war der Baumeister Giuseppe Carlo Delai.
Der in Bozen ansässige Delai ist im dortigen Bruderschaftsbuch zwischen 1657 und 1658 bzw. 1661 und 1708 nachweisbar. Von 1680 bis 1708 hatte er das Amt des ersten Brudermeisters inne. Er erhielt 1667 das Bürgerrecht in Bozen.

## Werke
Viele Kirchenbauten in Südtirol wurden von mehreren Angehörigen der Familie Delai gemeinsam ausgeführt; einige werden ihm auch nur aufgrund stilistischer Ähnlichkeiten zugeschrieben.
- Liebfrauenkirche, Kloster Säben (1652–1658)
- Seitenkapellen der Franziskanerkirche, Bozen (1680)
- Empore der Pfarrkirche, Riffian (1680–1681)
- Heiliggrabkirche, Bozen (1683–1684)
- St. Antonius, Siebeneich bei Terlan (1689–1698)
- Pfarrkirche St. Gertrud, Margreid (1690–1694)
- Friedhofskapelle, St. Andrä - Brixen (1696)
- Marienkapelle, Unsere Liebe Frau, Margreid (1699)